# Dan Hill
Dan Hill (* 3. Juni 1954 in Toronto, Ontario; eigentlich Daniel Grafton Hill IV.) ist ein kanadischer Popsänger und Liedermacher.

## Karriere
Dan Hill ist der Sohn des Sozialwissenschaftlers Daniel Hill und der Bruder des Autors Lawrence Hill.
Sein größter Erfolg ist das Lied Sometimes When We Touch, das er 1977 auf seinem Album Longer Fuse veröffentlichte und von dem unter anderem Rod Stewart, Barry White und Tina Turner Coverversionen veröffentlichten. Die vermutlich bekannteste Version dieser Ballade ist das Duett mit Rique Franks, einer ebenfalls aus Kanada stammenden Sängerin, mit der Hill einige Songs für sein 1993 erschienenes Album Let Me Show You (Greatest Hits and More) gemeinsam aufnahm.
Außerdem sang Dan Hill den Titelsong zum Kinofilm Rambo mit Sylvester Stallone, It’s a Long Road. Dessen musikalisches Thema wird im vierten Film der Reihe, John Rambo, in der Schlussszene noch einmal aufgegriffen.
Besonders in Kanada ist Dan Hill auch heute noch ein erfolgreicher und bekannter Sänger.

## Auszeichnungen und Nominierungen
- 1978: Nominierung bei den Grammy Awards für Sometimes When We Touch
- 1978: Gewinn des Juno Award als „Male Vocalist of the Year“
- 1996: Auszeichnung bei den Grammy Awards als Produzent für Céline Dions Single Falling into You

## Diskografie

### Alben
| Jahr | Titel               | Höchstplatzierung, Gesamtwochen, AuszeichnungChartsChartplatzierungen (Jahr, Titel, Platzierungen, Wochen, Auszeichnungen, Anmerkungen) | Anmerkungen                                            |
| Jahr | Titel               | US | Anmerkungen                                            |
| ---- | ------------------- | --- | ------------------------------------------------------ |
| 1976 | Hold On             | US79 (14 Wo.)US | CA: Gold                                               |
| 1977 | Longer Fuse         | US21 Gold · (24 Wo.)US | Erstveröffentlichung: 6. Mai 1977 · CA: ×2Doppelplatin |
| 1978 | Frozen in the Night | US118 (6 Wo.)US | Erstveröffentlichung: 1. September 1978 · CA: Platin   |
| 1987 | Dan Hill            | US90 (36 Wo.)US | Erstveröffentlichung: 11. August 1987                  |

Weitere Alben
- 1975: Dan Hill (CA: Gold)
- 1980: If Dreams Had Wings
- 1981: Partial Surrender
- 1983: Love in the Shadows
- 1989: Real Love (Cassette)
- 1991: Dance of Love
- 1993: Let Me Show You (Greatest Hits and More)
- 1993: The Dan Hill Collection (CA: Gold)
- 1996: I’m Doing Fine
- 1999: Love of My Life (The Best of Dan Hill)
- 2002: The Music of R. Kelly performed by Daniel Hill & Friends

### Singles
| Jahr | Titel Album                                       | Höchstplatzierung, Gesamtwochen, AuszeichnungChartplatzierungen (Jahr, Titel, Album, Platzierungen, Wochen, Auszeichnungen, Anmerkungen) | Höchstplatzierung, Gesamtwochen, AuszeichnungChartplatzierungen (Jahr, Titel, Album, Platzierungen, Wochen, Auszeichnungen, Anmerkungen) | Anmerkungen       |
| Jahr | Titel Album                                       | UK | US | Anmerkungen       |
| ---- | ------------------------------------------------- | --- | --- | ----------------- |
| 1976 | Growin’ Up Dan Hill                               | — | US67 (6 Wo.)US |                   |
| 1977 | Sometimes When We Touch Longer Fuse               | UK13 (13 Wo.)UK | US3 Gold · (22 Wo.)US | CA: Platin        |
| 1978 | All I See Is Your Face Frozen In The Night        | — | US41 (9 Wo.)US |                   |
| 1978 | Let The Song Last Forever Frozen In The Night     | — | US91 (3 Wo.)US |                   |
| 1987 | Can’t We Try –                                    | — | US6 (24 Wo.)US | mit Vonda Shepard |
| 1987 | Never Thought (That I Could Love) Dan Hill (1987) | — | US43 (20 Wo.)US |                   |